# Dirksland
Dirksland (uitspraakⓘ) is een plaats en voormalige gemeente in de gemeente Goeree-Overflakkee in de Nederlandse provincie Zuid-Holland, op het eiland Goeree-Overflakkee. Het dorp heeft ongeveer 6.125 inwoners. Dirksland heeft een eigen ziekenhuis, het Van Weel-Bethesda-ziekenhuis. Dit ziekenhuis heeft een belangrijke functie voor de gezondheidszorg op Goeree-Overflakkee en de omliggende gebieden. Tot 1 januari 2013 was Dirksland een zelfstandige gemeente.
De overige kernen van de voormalige gemeente waren van 1966 tot en met 2012 Herkingen en Melissant.

## Belangrijke gebouwen en instellingen
Als via de N215 langs Dirksland gereden wordt, dan valt vooral de watertoren van Dirksland op. De watertoren is al lang niet meer in gebruik.
De belangrijkste instelling is het regionale ziekenhuis "Het van Weel-Bethesda ziekenhuis". Het ziekenhuis is voor het eiland Goeree-Overflakkee en daarbuiten. De huisartsenpost van het eiland, "t Hellegat", is gevestigd in het ziekenhuis. Verder heeft Dirksland een zwembad: "De Gooye".

## Economie
Dirksland heeft een beperkt aantal winkels, mede vanwege de geringe afstand tot de streekverzorgende kern Middelharnis. De weekmarkt is op zaterdagmorgen van 08.00 tot 12.30 uur bij de Geldersedijk, gelegen naast de Coop.

## Kerken

### De Nederlands-Hervormde kerk
De Nederlands Hervormde kerk van Dirksland bevindt zich midden in het oude centrum van het dorp en stamt uit de 15e eeuw. Hij was oorspronkelijk gewijd aan Johannes de Doper. De kerk is een van de meest gave kerken van Goeree-Overflakkee, zowel qua interieur als van de buitenkant. Een fresco, vervaardigd door Jan van Scorel, toont de heilige Christophorus.
Om de kerk ligt een kerkgracht. De kerk is gebouwd op een schiereilandje dat grenst aan de monumentale Voorstraat. De kerk heeft 852 zitplaatsen. Om de kerk ligt de kerkring met idyllische oude pandjes.

### Gereformeerde Gemeente
De grootste kerkelijke gemeente van het dorp (qua aantal kerkgangers) is de Gereformeerde Gemeente. Het kerkgebouw aan de Mozartsingel is gebouwd in 2001 en telt circa 1000 zitplaatsen.

## Voetbalclubs
De voetbalclub van Dirksland is DVV '09. (Vroeger Des'67 en V.V.Dirksland.)

## Geboren in Dirksland
- Willem Walraven (1887-1943), schrijver
- Lodewijk Gebraad (1894-1980), predikant
- Johannes Zaaijer (1903-1988), jurist
- Jacob van Prooijen (1912-1991), predikant
- Ad Bestman (1944-1988), politicus en bestuurder
- Elco Brinkman (1948), politicus en bestuurder
- Aad van den Hoek (1951), wielrenner
- Leo Vroegindeweij (1955), beeldhouwer
- Richard Groenendijk (1972), cabaretier
- Simeon Tienpont (1982), zeiler
- Maarten van der Graaff (1987), dichter en schrijver
- Rik Melissant (1999), organist
- Juultje Tieleman (1999), vlogster en influencer

## Zetelverdeling in de voormalige gemeente
De gemeenteraad van Dirksland bestond uit 13 zetels. Hieronder staat de samenstelling van de gemeenteraad van 1990 tot 2012:
| Gemeenteraadszetels                       | Gemeenteraadszetels | Gemeenteraadszetels | Gemeenteraadszetels | Gemeenteraadszetels | Gemeenteraadszetels | Gemeenteraadszetels |
| Partij                                    | 1990                | 1994                | 1998                | 2002                | 2006                | 2010                |
| ----------------------------------------- | ------------------- | ------------------- | ------------------- | ------------------- | ------------------- | ------------------- |
| SGP                                       | 4                   | 3                   | 4                   | 3                   | 4                   | 4                   |
| PvdA                                      | 3                   | 2                   | 2                   | 2                   | 3                   | 2                   |
| ChristenUnie                              | -                   | -                   | -                   | 2                   | 2                   | 2                   |
| VVD                                       | 1                   | 2                   | 2                   | 2                   | 1                   | 2                   |
| Kiesvereniging Gemeentebelangen Dirksland | 2                   | 3                   | 2                   | 2                   | 2                   | 1                   |
| CDA                                       | 3                   | 2                   | 2                   | 2                   | 1                   | 1                   |
| Lijst H.T. Huber                          | -                   | -                   | -                   | -                   | -                   | 1                   |
| RPF                                       | -                   | 1                   | 1                   | -                   | -                   | -                   |
| Totaal                                    | 13                  | 13                  | 13                  | 13                  | 13                  | 13                  |

## Afbeeldingen

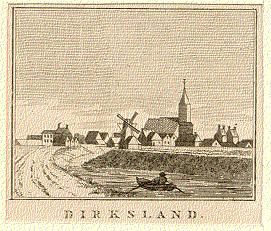
Dirksland op een oude kopergravure
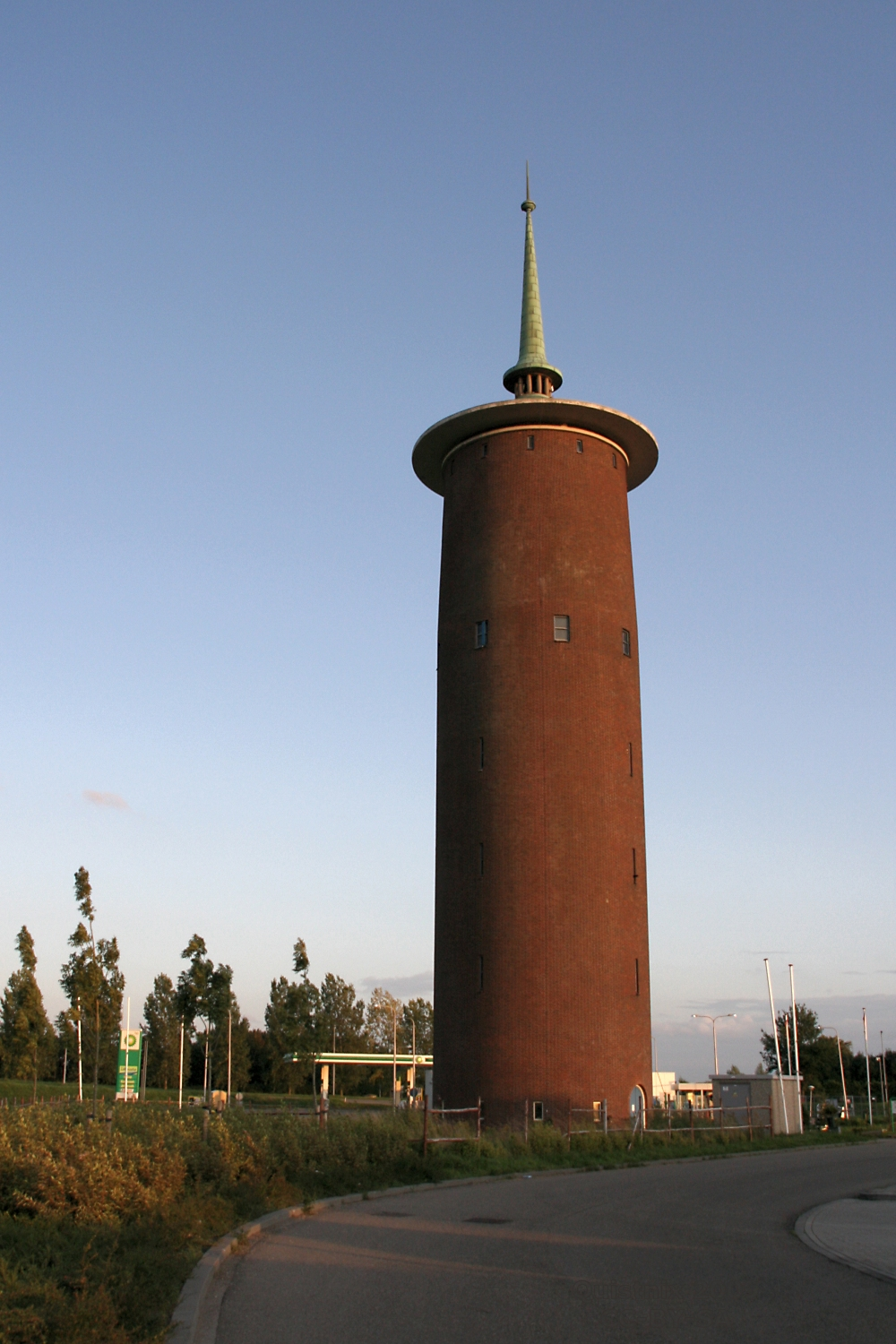
watertoren
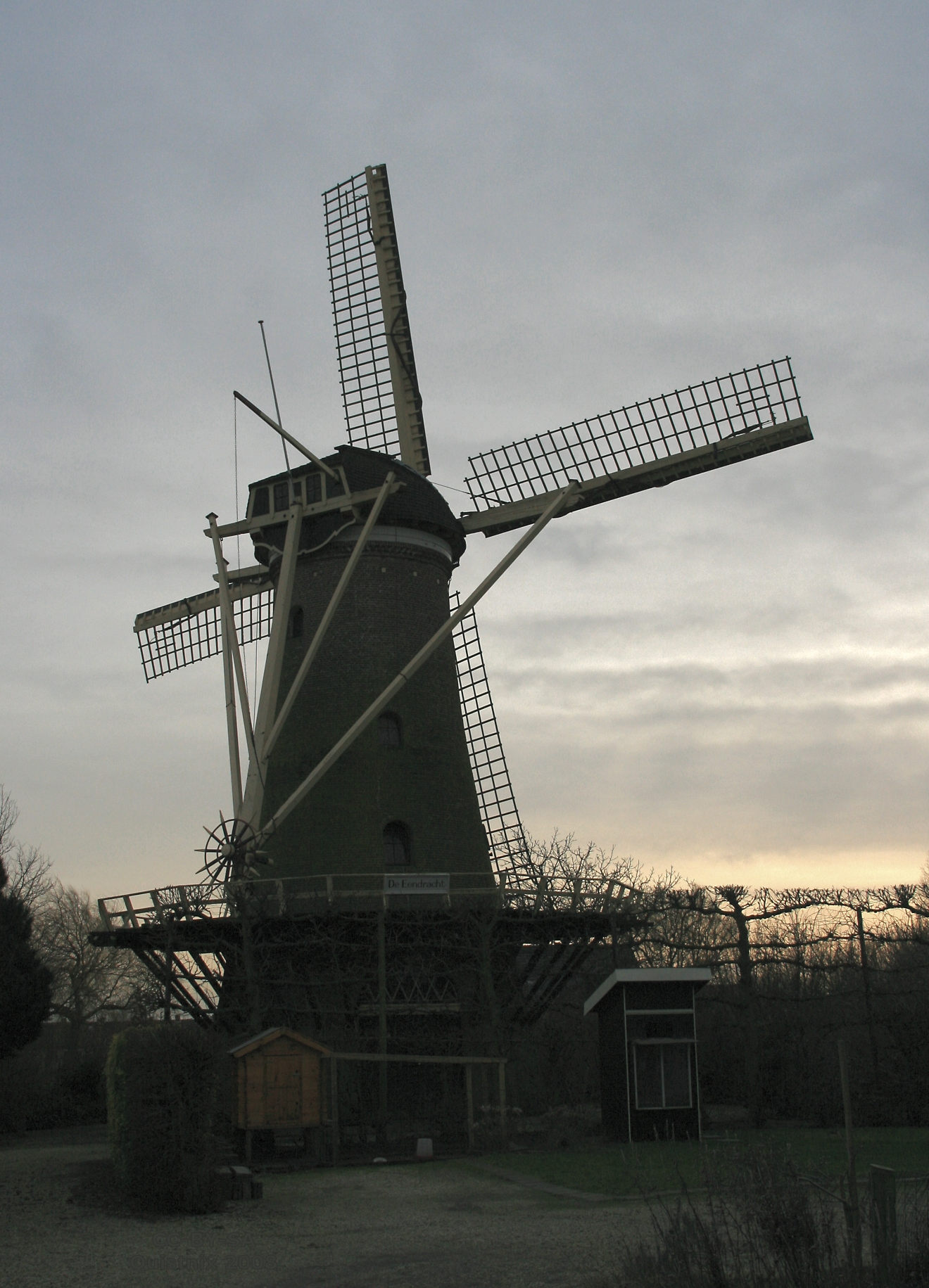
Molen De Eendracht